# 17-та окрема важка механізована бригада (Україна)
17-та окрема важка механізована Криворізька бригада імені Костянтина Пестушка (17 ОВМБр, в/ч А3283, пп В3675) — формування танкових військ у складі Сухопутних військ Збройних сил України. За організаційно-штатною структурою бригада входить до складу ОК «Схід».
Бригаду названо на честь Костянтина Пестушка — отамана Степової дивізії, головного отамана Холодноярської республіки.

## Історія
В лютому 1992 року особовий склад 17-ї гвардійської танкової дивізії склав присягу на вірність Українському народові.
В 1998 році дивізії було вручено Бойовий прапор.
У ході виконання заходів Державної програми реформування та розвитку ЗС України у вересні 2003 року дивізію було переформовано у 17-ту окрему гвардійську Криворізьку танкову бригаду.

### Російсько-українська війна
Під час війни на сході України бригада вела бойові дії в Секторі «Б». Окремі підрозділи брали участь у боях за Іловайськ, обороні Маріуполя, боях за Дебальцеве. Механізований батальйон бригади брав участь в обороні Станиці Луганської.
3 жовтня 2019 року бригада повернулася до місця дислокації за ротацією з зони проведення ООС.

### Російське вторгнення 2022 року
11—12 травня 2022 року під час повномасштабного наступу російських військ на Україну в боях по звільненню Харківщини від росіян. Поблизу селища Білогорівка Луганської області 17-та бригада брала участь у знищенні понад 100 одиниць російської бронетехніки, яка готувалася форсувати Сіверський Донець.
В листопаді 2024 року вживається позначення бригади вже не як танкової, а важкої механізованої.
16 грудня 2024 року стало відомо, що бригада воює на курському напрямку, а саме біля села Крем'яне Кореневського району, а також утримує рубіж на північ від дороги на Суджу. В тому числі повідомляється, що разом з суміжними підрозділами було завдано вогневого ураження північнокорейським військовослужбовцям.

## Побут
24 жовтня 2018 року бригада перейшла на нову систему харчування за каталогом продуктів.

## Змагання
В серпні 2018 року на полігоні 1-ї окремої танкової бригади завершився конкурс на найкращий танковий взвод Сухопутних військ Збройних Сил України. Перемогла 17-та окрема танкова бригада оперативного командування «Схід». Визначаючи конкурсні завдання врахували всі недоліки та проблемні питання, які мали місце під час участі українського підрозділу на ІІІ-х Міжнародних змаганнях НАТО «Сильна Європа — 2018» (Strong Europe Tank Challenge 2018).
У січні 2021 року було повідомлено, що танкісти бригади завершують підготовку до міжнародних танкових змагань «Сильна Європа 2021», що відбудуться в березні 2021 року.

## Структура

### 2003
- 25 танковий полк;
- 92 танковий полк;
- 230 танковий полк;
- 145 окремий розвідувальний батальйон;
- 869 артилерійський полк;
- 1069 зенітний ракетний полк;
- 812 окремий батальйон зв'язку;
- 1457окремий інженерний батальйон;
- 44 окремий батальйон хімічного захисту;
- 1055 окремий батальйон забезпечення;
- 129 окремий ремонтний батальйон;
- 18 окремий медичний батальйон.

### 2017
- управління, штаб;
- 1 танковий батальйон;
- 2 танковий батальйон;
- 3 танковий батальйон;
- механізований батальйон;[13]
- бригадна артилерійська група;
  - 1 гаубичний самохідний артилерійський дивізіон (152 мм);
  - 2 гаубичний самохідний артилерійський дивізіон (122 мм);
  - 3 реактивний артилерійський дивізіон (БМ-21 «Град»);
- зенітний ракетно-артилерійський дивізіон;
- розвідувальна рота;
- польовий вузол зв'язку;
- група інженерного забезпечення;
- група матеріального забезпечення;
- ремонтно-відновлювальний батальйон;
- медична рота;
- рота РХБ захисту;
- комендантський взвод;
- взвод снайперів;
- пожежний взвод.

### 2022
- управління (штаб)[14]
- механізований батальйон[14]
- танковий батальйон[14]
- підрозділ ударних БПЛА[14]
- підрозділ забезпечення[14]
- група інженерного забезпечення[14]
- медичний пункт[15]

## Озброєння
- Танки: Т-64, Т-64Б/Б1[16]
- Бронетехніка: БМП-2[16]
- Артилерія: 2С3 «Акація»[17], у 2023 році з'явилися 155-мм САУ M109A4BE.[18]

## Командування

### Командири
- 1992—1994: полковник/генерал-майор Свида Іван Юрійович[19]
- 1994—1996: генерал-майор Саковський Григорій Андрійович[20]
- 1996—1998: полковник/генерал-майор Гарбуз Сергій Андрійович[21]
- 2011—2015: полковник Тарнавський Олександр Георгійович[22]
- 2015—2017: полковник Літвінов Сергій Петрович
- 2017—2019: підполковник Дрібноход Володимир[23]
- 2019—2020: полковник Миколайчук Олег Іванович[24]

### Заступники командира
- 04.2017—09.2019: полковник Кащенко Дмитро Валерійович

## Традиції
22 серпня 2019 року президент України присвоїв бригаді почесне найменування: «імені Костянтина Пестушка». Костянтин Пестушко — отаман Степової дивізії, головний отаман Холодноярської республіки у часи Української революції 1917—1921 років.

### Символіка
29 серпня 2019 року був затверджений і введений в дію новий нарукавний знак бригади. Знак має вигляд геральдичного щита, обернено вістря подібно розподіленого на чорне і зелене. Центральним елементом нарукавного знака є золоте висхідне стилізоване зображення лицаря, що опирається на меч, вписаного в вістря. Обернено-вістряподібний поділ щита формує стилізоване зображення чорного шлика. У поясненні зазначалося, що чорний колір в часи Української революції 1917—1921 років був основним кольором повстанського руху, що вказує на почесне найменування бригаді імені Костя Пестушка. Зображення лицаря вказує на спадковість танкових військ від важкої лицарської кінноти і виконано у кольорах притаманних танковим військам Сухопутних Військ Збройних Сил України. Колір і облямівка щита виконані в основних кольорах гербу міста Кривий Ріг і вказують на почесне найменування бригади — «Криворізька». Щит оздоблено червоним кантом.

## Вшанування

### Нагороджені
Найвищими державними нагородами відзначені:
- Грудзевич Олег Петрович — підполковник, командир танкового батальйону. Герой України (2022).